# Hyperolius tuberculatus
Hyperolius tuberculatus és una espècie de granota de la família dels hiperòlids que viu al Camerun, República Centreafricana, República del Congo, República Democràtica del Congo, Guinea Equatorial, el Gabon, Nigèria i, possiblement també, Angola, Ruanda i Uganda.